# Élections communales et provinciales belges de 2006
Les élections communales et provinciales belges de 2006 se sont déroulées le dimanche 8 octobre 2006 en Belgique.

## Élections provinciales
| Province            | Électeurs | sièges | CD&V-N-VA                 | VLD-Vivant                 | SP.a                       | Groen!                       | Vlaams Belang | Autres          |
| ------------------- | --------- | ------ | ------------------------- | -------------------------- | -------------------------- | ---------------------------- | ------------- | --------------- |
| Anvers              | 1 255 611 | 84     | 24 (26,5 %)               | 13 (16,2 %)                | 18 (19,5 %)                | 4 (7,8 %)                    | 25 (28,5 %)   | -               |
| Brabant flamand     | 778 879   | 84     | 25 (29,4 %)               | 17 (19,2 %)                | 14 (16,2 %)                | 7 (8,5 %)                    | 15 (18,2 %)   | 6(UF)(8,0 %)    |
| Flandre-Occidentale | 900 161   | 84     | 36 (37,6 %)               | 14 (16,8 %)                | 18 (20,0 %)                | 2 (6,8 %)                    | 14 (17,5 %)   | -               |
| Flandre-Orientale   | 1 081 708 | 84     | 25 (27,4 %)               | 22 (23,8 %)                | 14 (16,8 %)                | 4 (9,1 %)                    | 19 (21,0 %)   | -               |
| Limbourg            | 598 225   | 75     | 26 (32,1 %)               | 14 (18,3 %)                | 20 (25,5 %)                | 0 (4,6 %)                    | 15 (18,1 %)   | -               |
|                     |           |        | PS                        | MR                         | cdH                        | Ecolo                        | FN            | Autres          |
| Brabant wallon      | 258 702   | 56     | 12 (20,1 %)               | 24 (41,5 %)                | 9 (16,0 %)                 | 9 (15,0 %)                   | 1 (2,4 %)     | 1(FNat) (2,0 %) |
| Hainaut             | 882 158   | 84     | 38 (36,9 %)               | 23 (23,3 %)                | 15 (16,4 %)                | 5 (10,9 %)                   | 2 (5,3 %)     | 1(FNat) (1,6 %) |
| Liège               | 726 118   | 84     | 32 (34,0 %) 1(SP) (0,8 %) | 22 (24,8 %) 2(PFF) (1,4 %) | 13 (15,2 %) 2(CSP) (2,0 %) | 10 (12,0 %) 1(ECOLO) (0,8 %) | 1 (1,7 %)     |                 |
| Luxembourg          | 178 005   | 56     | 14 (25,6 %)               | 17 (28,9 %)                | 22 (34,7 %)                | 3 (9,9 %)                    | -             | -               |
| Namur               | 340 608   | 56     | 18 (28,8 %)               | 17 (28,1 %)                | 14 (23,1 %)                | 7 (14,4 %)                   | 0 (0,8 %)     | -               |

## Élections communales

### Région flamande
| Commune       | Électeurs inscrits | sièges | CD&V-N-VA | VLD-Vivant | SP.a-SPIRIT | Vl.Bel | Groen!      | Autres   | COALITION                                               |
| ------------- | ------------------ | ------ | --------- | ---------- | ----------- | ------ | ----------- | -------- | ------------------------------------------------------- |
| Anvers        | 324 608            | 55     | 6         | 5          | 22          | 20     | 2           | -        | SP.A-Spirit, CD&V-N-VA, VLD                             |
| Gand          | 174 534            | 51     | 8         | 11         | 17          | 9      | 6           | -        | SP.A-Spirit, VLD                                        |
| Bruges        | 92 669             | 47     | 20        | 5          | 12          | 8      | 2           | -        | CD&V-N-VA, SP.A-Spirit                                  |
| Louvain       | 66 776             | 43     | 13        | 4          | 19          | 5      | 4           | -        | SP.A-Spirit, CD&V-N-VA                                  |
| Malines       | 57 569             | 41     | 8         | 14         | 8           | 11     | cartel VLD  | -        | cartel VLD-CDO (dissidents CD&V)-Groen!, SP.A-Spirit    |
| Alost         | 61 835             | 41     | 9         | 8          | 8           | 10     | 1           | 5(Blauw) | CD&V-N-VA, VLD, SP.A-Spirit                             |
| Courtrai      | 57 108             | 41     | 18        | 9          | 7           | 6      | 1           | -        | CD&V-N-VA, VLD                                          |
| Hasselt       | 56 032             | 39     | 10        | 4          | 22          | 5      | cartel SP.a | -        | Pro Hasselt (SP.A-Spirit-Groen!), CD&V-N-VA, VLD-Vivant |
| Saint-Nicolas | 53 887             | 39     | 11        | 3          | 14          | 11     | cartel SP.a | -        | SP.A-Spirit-Groen!, CD&V-N-VA                           |
| Ostende       | 55 519             | 39     | 5         | 6          | 20          | 7      | 1           | -        | SP.A-Spirit, CD&V-N-VA, VLD                             |
| Genk          | 43 618             | 39     | 20        | 2          | 10          | 6      | cartel SP.a | -        | CD&V-N-VA                                               |
| Roulers       | 44 037             | 37     | 18        | 5          | 6           | 6      | 1           | -        | CD&V-N-VA, SP.A-Spirit                                  |

## Reste du pays
| #  | Commune              | Population (Hab.) | Région             | parti du bourgmestre après les élections de 2006                                                     | composition de la coalition après les élections de 2006 |
| -- | -------------------- | ----------------- | ------------------ | --- | ------------------------------------------------------- |
| 3  | Charleroi            | 201.550           | Wallonie           | cdH Depuis 2007 après un 2e accord de majorité. Le PS détenait le mayorat au lendemain des élections | PS, cdH, MR                                             |
| 4  | Liège                | 188.907           | Wallonie           | PS                                                                                                   | PS, cdH                                                 |
| 5  | Bruxelles            | 145.917           | Bruxelles-Capitale | PS                                                                                                   | PS, cdH-CD&V, SP.A-Spirit-Groen!                        |
| 7  | Schaerbeek           | 113.493           | Bruxelles-Capitale | FDF(MR)                                                                                              | MR, Ecolo-Groen!                                        |
| 8  | Namur                | 107.653           | Wallonie           | cdH                                                                                                  | cdH, Ecolo, MR                                          |
| 9  | Anderlecht           | 97.601            | Bruxelles-Capitale | MR                                                                                                   | MR-VLD-CDF, PS-SP.A                                     |
| 11 | Mons                 | 91.196            | Wallonie           | PS                                                                                                   | PS, MR                                                  |
| 12 | Molenbeek-Saint-Jean | 81.632            | Bruxelles-Capitale | PS                                                                                                   | PS-cdH-SP.A-CD&V, MR-VLD-CDF                            |
| 15 | La Louvière          | 77.790            | Wallonie           | PS                                                                                                   | PS, MR, UDSC (union démocratique socialiste du centre)  |
| 16 | Ixelles              | 77.509            | Bruxelles-Capitale | PS                                                                                                   | PS, MR                                                  |
| 17 | Uccle                | 76.576            | Bruxelles-Capitale | MR                                                                                                   | MR-VLD, PS-SP.A                                         |
| 22 | Tournai              | 67.844            | Wallonie           | PS                                                                                                   | PS, cdH                                                 |
| 24 | Seraing              | 61.237            | Wallonie           | PS                                                                                                   | PS                                                      |